# 민족문제연구소의 친일인명사전 수록자 명단 - 문화/예술
민족문제연구소의 친일인명사전 수록예정자 - 문화/예술은 2008년 민족문제연구소가 발표한 친일인명사전 수록예정자 명단 중 문화/예술 분야에 분류된 이들의 명단이다.

## 문화/예술 분야 목록 (165명)

### 문학 (40명)
| - 곽종원 (郭鍾元) - 김기진 (金基鎭) - 김동인 (金東仁) - 김동환 (金東煥) - 김문집 (金文輯) - 김사영 (金士永) - 김성민 (金聖珉) - 김억 (金億) - 김영일 (金英一) - 김용제 (金龍濟) - 김종한 (金鍾漢) - 노천명 (盧天命) - 모윤숙 (毛允淑) - 박영희 (朴英熙) | - 방인근 (方仁根) - 백철 (白鐵) - 서정주 (徐廷柱) - 오용순 (吳龍淳) - 유진오 (兪鎭午) - 교육/학술 - 윤두헌 (尹斗憲) - 윤해영 (尹海榮) - 이광수 (李光洙) - 이무영 (李無影) - 이석훈 (李石薰) - 이원수 (李元壽) - 이윤기 (李允基) - 이찬 (李燦) - 임학수 (林學洙) | - 장덕조 (張德祚) - 장혁주 (張赫宙) - 정비석 (鄭飛石) - 정인섭 (鄭寅燮) - 정인택 (鄭人澤) - 조연현 (趙演鉉) - 조용만 (趙容萬) - 조우식 (趙宇植) - 주요한 (朱耀翰) - 채만식 (蔡萬植) - 최재서 (崔載瑞) - 최정희 (崔貞熙) |

### 음악/무용 (43명)
| - 강영철 (康永喆) - 계정식 (桂貞植) - 고종익 (高宗益) - 김관 (金管) - 김기수 (金琪洙) - 김동진 (金東振) - 김생려 (金生麗) - 김성태 (金聖泰) - 김영길 (金永吉) - 김원복 (金元福) - 김재훈 (金載勳) - 김준영 (金駿泳) - 김천애 (金天愛) - 김해송 (金海松) - 남인수 (南仁樹) | - 박경호 (朴慶浩) - 박시춘 (朴是春) - 반야월 (半夜月) - 백년설 (白年雪) - 서영덕 (徐永德) - 손목인 (孫牧人) - 안익태 (安益泰) - 이규남 (李圭南) - 이면상 (李冕相) - 이봉룡 (李鳳龍) - 이인범 (李仁範) - 이재호 (李在鎬) - 이종태 (李鍾泰) - 이철 (李哲) | - 이흥렬 (李興烈) - 임동혁 (任東爀) - 장세정 (張世貞) - 전기현 (全基炫) - 조두남 (趙斗南) - 조명암 (趙鳴岩) - 조택원 (趙澤元) - 최승희 (崔承喜) - 최팔근 (崔八根) - 최희남 (崔熙南) - 한상기 (韓相基) - 함화진 (咸和鎭) - 현제명 (玄濟明) - 홍난파 (洪蘭坡) |

### 미술 (24명)
| - 구본웅 (具本雄) - 김경승 (金景承) - 김기창 (金基昶) - 김만형 (金晩炯) - 김용진 (金容鎭) - 김은호 (金殷鎬) - 김인승 (金仁承) - 김종찬 (金宗燦) | - 노수현 (盧壽鉉) - 박영선 (朴泳善) - 박원수 (朴元壽) - 배운성 (裵雲成) - 손응성 (孫應星) - 심형구 (沈亨求) - 윤효중 (尹孝重) - 이건영 (李建英) | - 이국전 (李國銓) - 이봉상 (李鳳商) - 이상범 (李象範) - 임응구 (林應九) - 장우성 (張遇聖) - 정종여 (鄭鍾汝) - 지성렬 (池成烈) - 현재덕 (玄在悳) |

### 연극/영화 (58명)
| - 김건 (金健) - 김관수 (金寬洙) - 김소영 (金素英) - 김승구 (金承九) - 김신재 (金信哉) - 김영화 (金永華) - 김일해 (金一海) - 김정혁 (金正革) - 김태진 (金兌鎭) - 김학성 (金學成) - 김한 (金漢) - 나웅 (羅雄) - 남승민 (南承民) - 독은기 (獨銀麒) - 문예봉 (文藝峰) - 박기채 (朴基采) - 박영신 (朴永信) - 박영호 (朴英鎬) - 박춘명 (朴春明) - 방한준 (方漢駿) | - 복혜숙 (卜惠淑) - 서광제 (徐光霽) - 서월영 (徐月影) - 서항석 (徐恒錫) - 송영 (宋影) - 신경균 (申敬均) - 신고송 (申鼓頌) - 신정언 (申鼎言) - 심영 (沈影) - 안석영 (安夕影) - 안영일 (安英一) - 안종화 (安鍾和) - 양세웅 (梁世雄) - 오정민 (吳禎民) - 유장안 (柳長安) - 유치진 (柳致眞) - 이광래 (李光來) - 이금룡 (李錦龍) - 이명우 (李明雨) - 이병일 (李炳逸) | - 이서구 (李瑞求) - 이서향 (李曙鄕) - 이익 (李翼) - 이재명 (李載明) - 이창용 (李創用) - 임선규 (林仙圭) - 전창근 (全昌根) - 주영섭 (朱永涉) - 최순흥 (崔順興) - 최승일 (崔承一) - 최운봉 (崔雲峰) - 최인규 (崔寅奎) - 한노단 (韓路壇) - 함대훈 (咸大勳) - 함세덕 (咸世德) - 허영 (許泳) - 홍찬 (洪燦) - 황철 (黃徹) |

## 같이 보기
- 친일파 708인 명단 - 기타
- 친일파 708인 명단 - 사회, 문화, 예술계
- 친일 문학인 42인 명단